# Стівен Гленвуд Маклейн
Стівен Гленвуд Маклейн (англ. Steven Glenwood MacLean ; род. 14 грудня 1954 , Оттава, Онтаріо) — канадський фізик, астронавт, з 2008 року — президент Канадського космічного агентства.

## Освіта, робота
Після закінчення середньої школи в Непін (передмістя Оттави) продовжив навчання в Йоркському університеті в Торонто, де в 1977 у отримав ступінь бакалавра по фізики. Паралельно з навчанням протягом двох років працював на адміністративних посадах на спортивній кафедрі університету, а в 1976—1977 роках був членом збірної Канади з  спортивної гімнастики . В 1980–1983 ах викладав в Йоркському університеті. У 1983 році там же отримав ступінь доктора наук з фізики.
Працював науковим співробітником в  Стенфордському університеті під керівництвом  Артура Шавлова,  нобелівського лауреата, видатного вченого в галузі лазерної фізики. Сам Стівен Маклейн є фахівцем в лазерної фізики, що проводив дослідження з електрооптиці, лазерної флуоресценції частинок і кристалів, а також мультифотонної лазерної спектроскопії.

## Космічна підготовка
У червні 1983 Національна науково-дослідна рада Канади почала свій перший відбір до загону астронавтів у зв'язку з підписанням американо — канадської угоди про спільні космічні польоти на американських Шаттлах. 5 грудня 1983 а були оголошені імена шести канадських астронавтів, серед яких був і 28-річний Стівен Маклейн. З лютого 1984 а проходив підготовку в Космічному центрі ім. Джонсона як спеціаліст з корисного навантаження.
10 грудня 1985 кандидатура Маклейна була затверджена як основного кандидата для польоту на STS-71F, що спочатку планувався на 1987 рік. Але після того як трапилася катастрофа шатла «Челленджер», політ був перенесений на 1992 рік і отримав позначення STS-52.
В 1987–1991 Стівен Маклейн брав участь у розробці комп'ютеризованої системи спостереження і обміну даними для управління маніпуляторами Канадарм і Канадарм2. Паралельно з цим був радником за програмою стратегічних розробок в області автоматизації і роботизації (1988–1991).
В 1989 у було створено Канадське космічне агентство. З цього часу всі канадські астронавти стали членами загону астронавтів ККА.

## Політ на "Колумбії "
Свій перший політ у космос 37- річний Стівен Маклейн здійснив 27 жовтня — 1 листопада 1992 на борту шатла «Колумбія» (STS-52) як спеціаліст з корисного навантаження. Основними завданнями цього польоту були виведення на орбіту американо — італійського дослідницького супутника LAGEOS II і проведення робіт у мікрогравітаційні модулі USMP -1. Серед інших пунктів програми польоту були експерименти з канадською корисним навантаженням CANEX-2, за яку відповідав Стівен Маклейн.

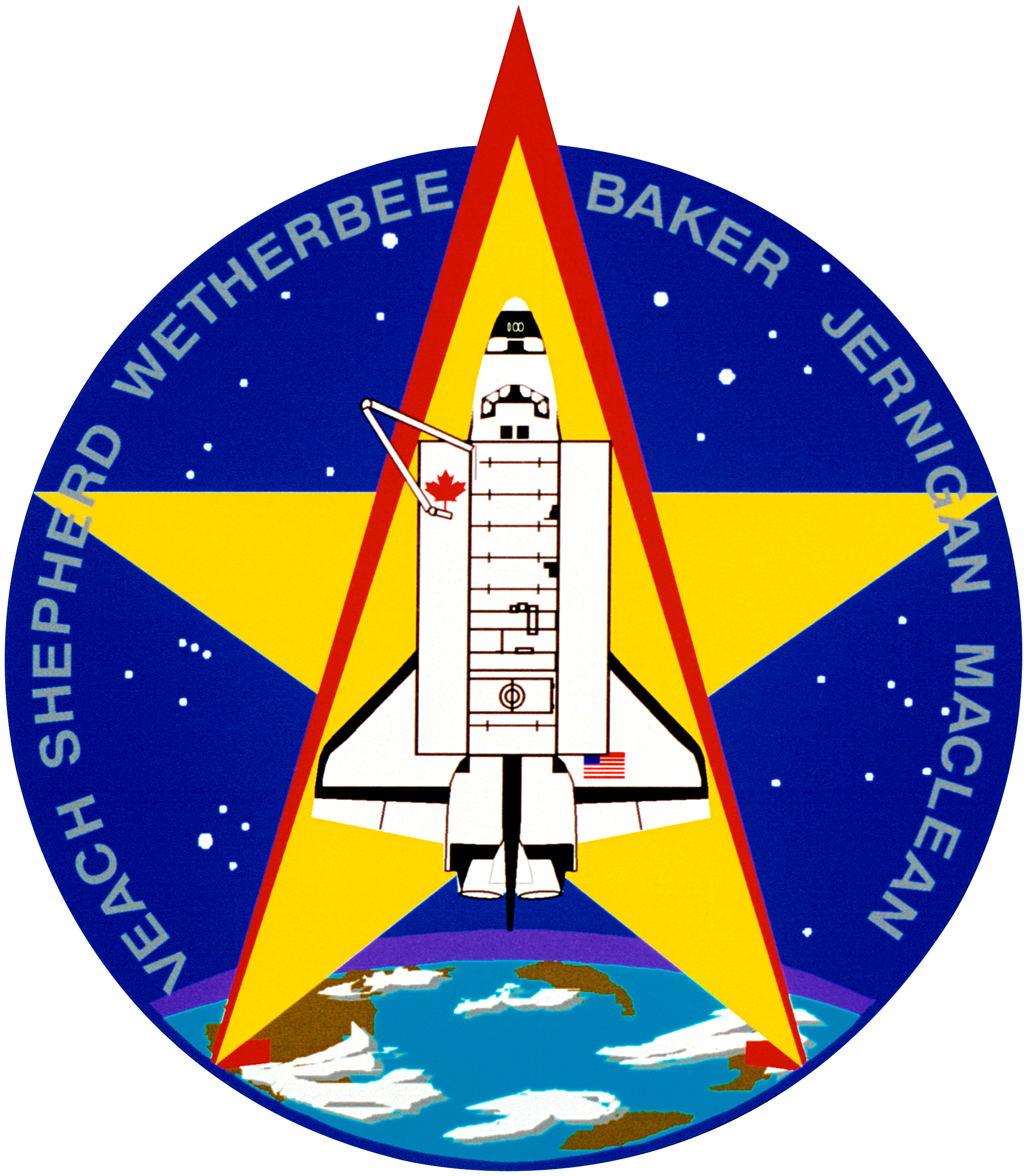
STS-52 політ в космос р. 1992

STS-115 політ в космос р. 2006

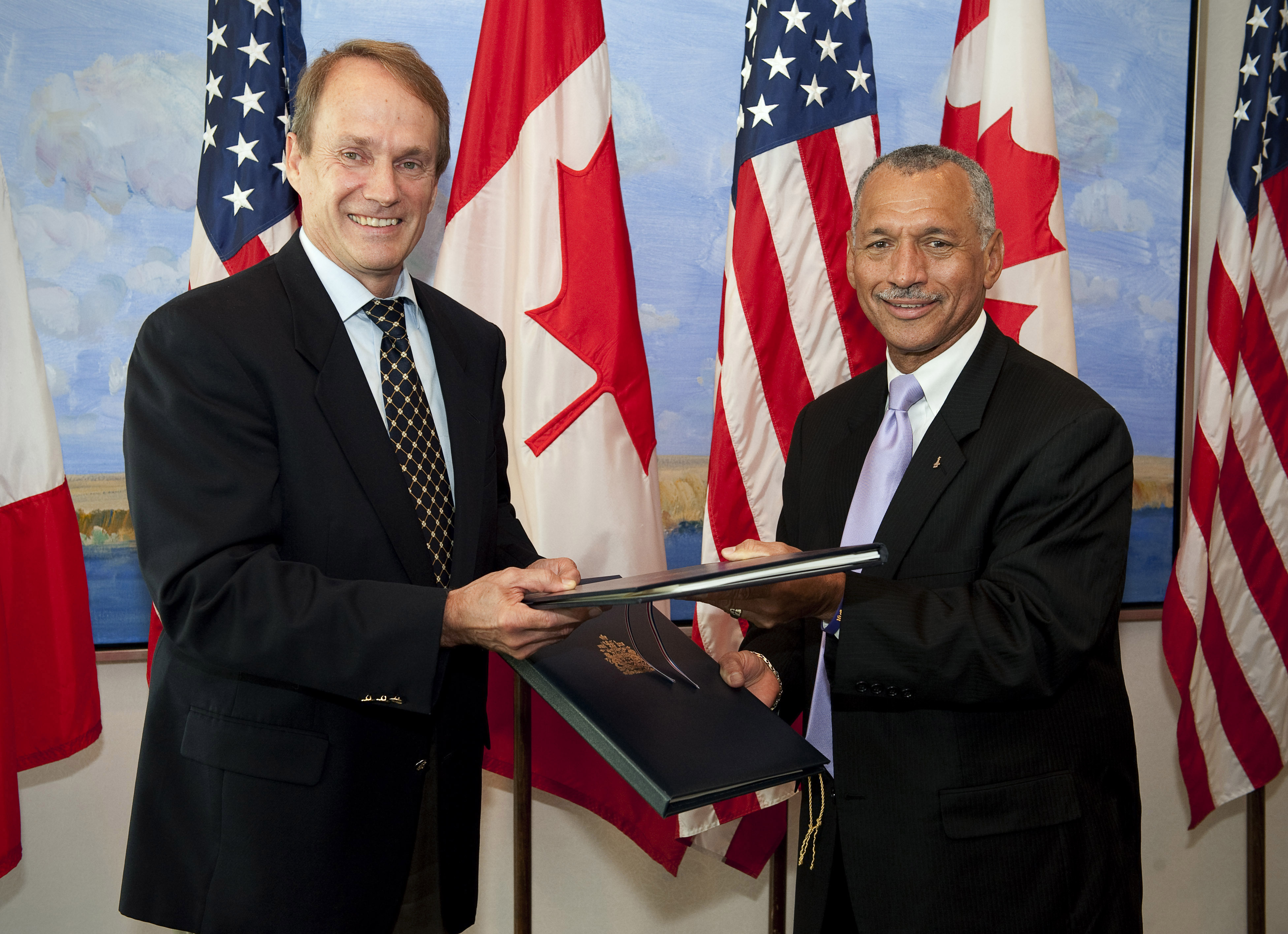
Маклейн (ліворуч) та директор НАСА Чарльз Болден.

Тривалість польоту склала 9 діб 20 год 56 хв 13 с.
З 1993 по 1994 рік С. Маклейн обіймав посаду генерального директора програми канадських астронавтів. Працював головним оператором зв'язку з екіпажем (Capcom) під час інших космічних польотів.
З 1996 по 1998 рік проходив підготовку в космічному центрі ім. Джонсона (спільно з американськими астронавтами 16- го набору), по завершенні якої отримав кваліфікацію спеціаліста польоту.
У 2002 році був призначений в основний екіпаж місії STS-115, в якій навесні 2003 року йому належало здійснити вихід у відкритий космос . Але знову планам перешкодила катастрофа — цього разу шатлу «Колумбія». Старт був перенесений на три роки.

## Політ на «Атлантісі»
Другий політ Стівена Маклейна відбувся 9 вересня — 21 вересня 2006 а на космічному кораблі «Атлантіс» (STS-115). Основними завданнями цього польоту були доставка на орбіту фермової конструкції з комплектом сонячних батарей та відновлення будівництва Міжнародної космічної станції, проведення монтажних робіт на її нинішні поверхні, дооснащення станції обладнанням та витратними матеріалами. Маклейн став першим канадцем, який керував системою Канадарм2 і другим канадцем, після Кріса Хедфілд, що вийшов у відкритий космос. 13 вересня разом з Деніелом Бербенк вони провели за межами орбітального комплексу 7:00 11 хвилин, монтуючи на станції сонячні Батру.
Тривалість другого польоту Маклейна склала 11 діб 19 год 6 хв 35 с.
Після виконання другого польоту Стівен Маклейн перебував на посаді старшого астронавта ККА, координуючи діяльність членів загону.
1 вересня 2008 призначений президентом Канадського космічного агентства.

## Нагороди
- Дві медалі НАСА  « За космічний політ»  (1992 , 2007)

## Сім'я
Одружений з Надін Вегопольскі, троє дітей. Захоплюється пішим туризмом, веслуванням на каное, пілотуванням, парашутним спортом, гімнастикою. Проживає в місті Сен-Ламбер (Квебек).